# Autoserica pusilla
Autoserica pusilla är en skalbaggsart som beskrevs av Moser 1918. Autoserica pusilla ingår i släktet Autoserica och familjen Melolonthidae. Inga underarter finns listade.